# USS Parrott (DD-218)
USS Parrott (DD-218) là một tàu khu trục lớp Clemson được Hải quân Hoa Kỳ chế tạo vào cuối Chiến tranh Thế giới thứ nhất, và đã tiếp tục phục vụ trong Chiến tranh Thế giới thứ Hai cho đến khi bị hư hại do va chạm vào năm 1944. Nó là chiếc tàu chiến duy nhất của Hải quân Hoa Kỳ được đặt tên theo Thiếu tá Hải quân George Fountain Parrott (1887-1918).

## Thiết kế và chế tạo
Parrott được đặt lườn vào ngày 23 tháng 7 năm 1919 tại xưởng tàu của hãng William Cramp and Sons ở Philadelphia. Nó được hạ thủy vào ngày 25 tháng 11 năm 1919, được đỡ đầu bởi cô Julia B. Parrott; và được đưa ra hoạt động vào ngày 11 tháng 5 năm 1920 dưới quyền chỉ huy của Hạm trưởng, Thiếu tá Hải quân W. C. Wickham.

## Lịch sử hoạt động

### Giữa hai cuộc thế chiến
Sau khi hoàn tất chạy thử máy, Parrott được điều về Đội khu trục 38 trực thuộc Hạm đội Thái Bình Dương nơi nó sau đó được cử làm soái hạm. Nó khởi hành Boston, Massachusetts từ vào ngày 7 tháng 8 năm 1920 để đi San Diego, California, đến nơi vào ngày 7 tháng 9. Nó hoạt động tại vùng bờ Tây Hoa Kỳ kéo dài về phía Nam đến tận Valparaíso, Chile, cho đến khi được chuyển sang Hạm đội Đại Tây Dương vào ngày 3 tháng 12 năm 1921 và được lệnh đi đến Philadelphia. Nó đã hộ tống cho chiếc Mayflower đi từ Hampton Roads và Annapolis, Maryland đến Washington, D.C. từ ngày 26 đến ngày 30 tháng 5 năm 1922, rồi được tái trang bị để chuẩn bị nhận nhiệm vụ tại vùng biển Châu Âu.
Đến ngày 12 tháng 6, Parrott lên đường từ Newport, Rhode Island cùng với đội của nó, để trình diện và hoạt động dưới quyền Tư lệnh Lực lượng Hải quân Hoa Kỳ ở vùng biển Thổ Nhĩ Kỳ tại Constantinople, nhằm trợ giúp các tổ chức nhân đạo trong việc cứu giúp người tị nạn và bảo vệ tính mạng và tài sản của công dân Hoa Kỳ. Nó đã phục vụ như tàu liên lạc và tàu trạm tại Hắc Hải, biển Aegean và khu vực Đông Địa Trung Hải. Từ ngày 13 tháng 9 đến ngày 25 tháng 10, nó đã giúp di tản người tị nạn sau trận hỏa hoạn kinh hoàng tại Smyrna, và hộ tống các con tàu được các quốc gia khác gửi đến để trợ giúp những người yêu cầu được bảo vệ. Từ ngày 6 tháng 7 đến ngày 24 tháng 8 năm 1923, chiếc tàu khu trục thực hiện chuyến viếng thăm đến Hy Lạp, Thổ Nhĩ Kỳ, Romania, Bulgaria và Nga, gặp gỡ các quan chức dân sự và phô trương lực lượng. Trong năm tiếp theo, nó thực hiện chuyến viếng thăm tương tự đến Bizerte, Tunis, Livorno, Genoa, Patmos, Villefranche-sur-Mer, Cagliari và Sardinia, rồi quay trở về New York vào tháng 7.
Được điều động sang Hạm đội Á Châu, Parrott khởi hành từ Philadelphia vào ngày 3 tháng 1 năm 1925 để đi Trân Châu Cảng ngang qua kênh đào Panama và San Diego, California. Nó có một chặng dừng huấn luyện tại Trân Châu Cảng vào ngày 27 tháng 4, và tiếp tục hành trình vào ngày 29 tháng 5, đi ngang qua Midway để gia nhập hạm đội tại Yên Đài, Trung Quốc vào ngày 14 tháng 6. Do tình hình bất ổn tại Trung Quốc, nó đã cùng các đơn vị khác đi đến Thượng Hải và đưa lên bờ một đội đổ bộ. Chiếc tàu khu trục tiếp tục ở lại khu vực cho đến ngày 31 tháng 7, và còn quay trở lại Thượng Hải vào ngày 10 tháng 9 để làm nhiệm vụ vùng Lực lượng Tuần tra sông Dương Tử cho đến ngày 16 tháng 10, khi nó lên đường đi Philippines.
Sau khi hoạt động ngoài khơi Manila từ ngày 19 tháng 10 năm 1925 đến ngày 15 tháng 3 năm 1926, Parrott trình diện để phục vụ cùng Tư lệnh Lực lượng Tuần tra Nam Trung Quốc tại Sán Đầu cho đến ngày 14 tháng 6. Vào lúc này, ảnh hưởng của cuộc cách mạng tại Trung Quốc gây ra tình trạng căng thẳng, buộc phải tập trung hầu như toàn bộ Hạm đội Á Châu tại vùng biển Trung Quốc. Chiếc tàu khu trục làm nhiệm vụ tuần tra và bảo vệ cho quyền lợi của Hoa Kỳ và các nước trung lập. Nó được thay phiên vào ngày 25 tháng 10 năm 1927, và lên đường đi ngang qua Hong Kong, Bangkok và Sài Gòn để đi Manila, đến nơi vào ngày 18 tháng 11.
Trong năm 1928, Parrott thực hiện nhiều chuyến viếng thăm đến các cảng Philippine ít được các tàu Hoa Kỳ ghé đến. Từ năm 1928 đến năm 1934, nó tiếp tục nhiệm vụ tuần tra của Hạm đội Á Châu, đặt căn cứ tại Manila. Vào năm 1935, nó đi đến Đông Dương thuộc Pháp để thu thập thông tin thủy văn tại khu vực chung quanh Sài Gòn. Nó tiếp nối các cuộc Tuần tra Trung lập vào năm 1936, và đến năm 1940 đã phục vụ như là tàu trạm tại Hạ Môn và Sán Đầu, Trung Quốc. Từ ngày 7 tháng 7 đến ngày 4 tháng 10, nó tuần tra tại vùng biển phía Bắc Trung Quốc, đặt căn cứ tại Thanh Đảo, và đã viếng thăm các cảng phía Bắc Trung Quốc khác trước khi quay về Manila vào ngày 11 tháng 10.

### Thế Chiến II
Được tái trang bị tại Xưởng hải quân Cavite trong hai tháng đầu năm 1941, Parrott được bổ sung thiết bị quét mìn và dò âm thanh, rồi sau đó huấn luyện cùng các tàu khu trục và tàu ngầm. Nó tiếp nối nhiệm vụ tàu tuần tra canh phòng ngoài khơi lối ra vào vịnh Manila vào ngày 6 tháng 10, và đến cuối tháng 11 đã gia nhập Lực lượng Đặc nhiệm 5 tại Takaran, Borneo, Đông Ấn thuộc Hà Lan. Đơn vị này vẫn đang hoạt động tại khu vực trên lúc chiến tranh nổ ra vào ngày 8 tháng 12 năm 1941 (7 tháng 12 theo giờ địa phương phía Đông đường đổi ngày) khi Hải quân Đế quốc Nhật Bản bất ngờ tấn công Trân Châu Cảng.
Sau khi Philippine rơi vào tay quân Nhật, Hạm đội Á Châu di chuyển về phía Nam để hoạt động cùng lực lượng hợp nhất thuộc Bộ chỉ huy Mỹ-Anh-Hà Lan-Australia (ABDA) từ căn cứ ở Surabaya, Java. Vào ngày 9 tháng 1 năm 1942, nó cùng các tàu khu trục Barker, Bulmer, Stewart và Pope, cùng các tàu tuần dương Boise và Marblehead, khởi hành từ Darwin đi Surabaya hộ tống cho chiếc tàu vận tải Bloemfontein. Đây là một phần của Đoàn tàu vận tải Pensacola rời Brisbane ngày 30 tháng 12 năm 1941 cùng lực lượng Lục quân tăng cường, bao gồm Lữ đoàn Pháo dã chiến 26 và Tiểu đoàn 1 Lữ đoàn Pháo dã chiến 131, cùng hàng tiếp liệu cho chúng, để hướng đến Java.
Trong đêm 23 tháng 1, Parrott cùng với các tàu khu trục John D. Ford, Pope và Paul Jones đã tiến vào cảng Balikpapan, Borneo, nơi có 16 tàu vận tải và ba tàu phóng lôi 750 tấn Nhật thả neo, được bảo vệ bởi một hải đội tàu khu trục. Trong trận Balikpapan diễn ra sau đó, các tàu Đồng Minh đã bắn nhiều loạt ngư lôi và đánh đắm bốn tàu vận tải và một tàu phóng lôi, trong khi các tàu khu trục Nhật tìm kiếm vô vọng tàu ngầm đối phương bên trong eo biển.
Parrott quay trở lại Surabaya vào ngày 25 tháng 1, và lên đường năm ngày sau đó trong thành phần hộ tống cho hai tàu Hà Lan đi xa đến tận eo biển Lombok. Sau đó nó càn quét qua biển Hoa Nam cùng với lực lượng kết hợp ABDA, chống trả ba đợt không kích của đối phương trên đường đi vào ngày 15 tháng 2, khi lực lượng Đồng Minh tìm cách đánh chặn và ngăn ngừa một cuộc đổ bộ lên bờ biển phía Đông của Sumatra. Nó đi đến Surabaya để tiếp nhiên liệu vào ngày 19 tháng 2, đánh trả không kích của máy bay đối phương tại đây trước khi lên đường cùng các tàu khu trục khác cho một cuộc tấn công ban đêm nhắm vào lực lượng Nhật Nản tại Bali. Bắt gặp hai tàu khu trục và một tàu vận chuyển Nhật Bản ngay sau nữa đêm 19-20 tháng 2, trong trận chiến diễn ra sau đó, tàu khu trục Hà Lan HNLMS Piet Hein bị đánh chìm trong khi tàu khu trục Nhật Michishio bị hư hại nặng. Parrott bị va phải một dãi đá ngầm ngoài khơi Bali nhưng thoát ra được và rút lui cùng với phần còn lại của lực lượng về Surabaya.
Parrott được giao nhiệm vụ hộ tống chiếc Sea Witch, mang theo 27 máy bay tiêm kích P-40, đi đến Tjilatjap vào ngày 28 tháng 2, rồi tiếp tục đi đến Fremantle khi các tàu tháp tùng thuộc lực lượng ABDA tìm cách đón đầu cuộc xâm chiếm Java của quân Nhật qua Trận chiến biển Java không thành công.
Parrott quay trở về Hoa Kỳ để sửa chữa, rời xưởng tàu vào tháng 7 để thực hiện chuyến đầu tiên trong số tám chuyến đi hộ tống giữa San Francisco và Trân Châu Cảng. Vào ngày 21 tháng 5 năm 1943, nó khởi hành đi New York, đến nơi vào ngày 12 tháng 6 để nhận nhiệm vụ hộ tống vận tải vượt Đại Tây Dương. Nó hoàn tất một chuyến đi hộ tống trước khi cùng Paul Jones và Belknap gia nhập một đội tìm-diệt tàu ngầm do tàu sân bay hộ tống Croatan dẫn đầu. Nó hoạt động cùng đội này cho đến ngày 15 tháng 10, khi được chuyển sang một đội tìm-diệt tàu ngầm khác hình thành chung quanh tàu sân bay hộ tống Block Island.
Parrott tham gia vào việc đánh chìm tàu ngầm U-boat Đức U-220 vào ngày 28 tháng 10, nhưng chiến công được ghi nhận dành cho những máy bay của Block Island. Vào tháng 3 năm 1944, Parrott đi đến Norfolk, Virginia nhận nhiệm vụ hộ tống vận tải. Trong thành phần hộ tống cho Đoàn tàu UGS–35, nó đi đến Casablanca vào ngày 26 tháng 3, rồi bắn phá khu vực bờ biển Maroc phía Nam mũi Spartel vào ngày 27 tháng 3 trước khi hộ tống cho Đoàn tàu GUS–34 quay trở lại Boston, đến nơi vào ngày 15 tháng 4.
Đang khi khởi hành từ Norfolk vào ngày 2 tháng 5 năm 1944, Parrott bị chiếc John Morton va phải, và bị hư hại nặng đến mức phải được các tàu kéo cho mắc cạn để tránh bị đắm. Sau đó nó được kéo đến Xưởng hải quân Norfolk, nơi nó được cho ngừng hoạt động vào ngày 14 tháng 6 năm 1944. Tên nó được cho rút khỏi danh sách Đăng bạ Hải quân vào ngày 18 tháng 7 năm 1944, và lườn tàu được bán cho hãng Marine Salvage Company ở Richmond, Virginia để tháo dỡ vào ngày 5 tháng 4 năm 1947.

## Phần thưởng
Parrott được tặng thưởng hai Ngôi sao Chiến trận do thành tích phục vụ trong Chiến tranh Thế giới thứ hai.